# Saint-Sauveur-de-Carrouges
Saint-Sauveur-de-Carrouges – miejscowość i gmina we Francji, w regionie Normandia, w departamencie Orne.
Według danych na rok 1990 gminę zamieszkiwały 222 osoby, a gęstość zaludnienia wynosiła 19 osób/km² (wśród 1815 gmin Dolnej Normandii Saint-Sauveur-de-Carrouges plasuje się na 666. miejscu pod względem liczby ludności, natomiast pod względem powierzchni na miejscu 405.).